# Quartier du Mail
Quartier du Mail är Paris 7:e administrativa distrikt, beläget i andra arrondissementet. Distriktet är uppkallat efter jeu de mail, en föregångare till krocket.
Andra arrondissementet består även av distrikten Gaillon, Vivienne och Bonne-Nouvelle.

## Omgivningar
- Place des Victoires
- Place Ghislaine-Dupont-Claude-Verlon-Camille-Lepage
- Rue du Mail
- Rue Réaumur
- Rue du Croissant
- Rue du Louvre

## Bilder
| - De fyra administrativa distrikten i Paris andra arrondissement. - Illustration som visar jeu de mail. - Ludvig XIV:s ryttarstaty på Place des Victoires. - Place Ghislaine-Dupont-Claude-Verlon-Camille-Lepage. |

## Kommunikationer
- Tunnelbana – linje  – Bourse
- Tunnelbana – linje  – Sentier